# جیمز اچ.هیوبرت
جیمز هنری هیوبرت یک مددکار اجتماعی و دبیرکل اتحادیه ملی شهری در کشور ایالات متحده آمریکا بود.در سال ۱۹۲۹ هیوبرت از مارگارت سنگر درخواست کرد تا یک درمانگاه پیشگیری از بارداری در محلهٔ هارلم شهر نیویورک افتتاح کند. وی برای نشریه ای به نام «فرصت: ژورنال زندگی سیاه پوستان» می‌نوشت.